# Maurice Lévy (Mathematiker)

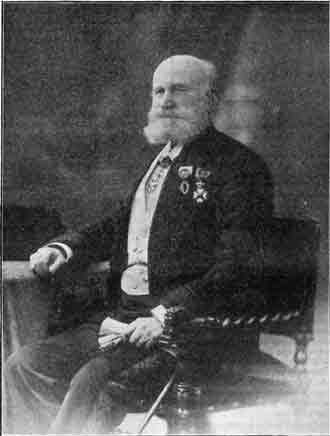
Maurice Lévy

Maurice Lévy (* 28. Februar 1838 in Ribeauvillé, Elsass; † 30. September 1910) war ein französischer Mathematiker, Physiker und Ingenieur.

## Leben
Lévy studierte an der École polytechnique und der École nationale des ponts et chaussées und wurde 1858 Ingenieur, dann 1874 Assistent von Joseph Bertrand am Collège de France. 1867 wurde er promoviert. 1875 übernahm er eine Professur an der École Centrale und 1885 wurde er Nachfolger Serrets am Lehrstuhl der Analytischen und Himmelsmechanik am Collège de France. Seit 1883 war er Mitglied der Académie des sciences in Paris. 1889 wurde er in die Russische Akademie der Wissenschaften und 1893 in die American Academy of Arts and Sciences gewählt.
Seine zahlreichen Arbeiten umfassen die Hydrodynamik und Hydraulik, die mathematische Behandlung der Elastizität, die graphische Statik, die Thermodynamik, die Kinematik, die analytische Mechanik und die Geometrie.
Als Ingenieur beschäftigte sich Lévy vor allem mit der Werkstoffkunde und der angewandten Mechanik.

## Schriften
- Essai théorique et appliqué sur le mouvement des liquides. Gauthier-Villars, Paris 1867.
- Las statique graphique et ses applications aux constructions. 1874.
- Sur les surfaces dont l’élément linéaire est homogène. 1878. Hierin sind die Spiralflächen erstmals definiert.